# Qońirat
Qoʻngʻirot hay Kungrad (tiếng Uzbek: Qoʻngʻirot / Қўнғирот; tiếng Karakalpak: Qońırat / Қоңырат; tiếng Nga: Кунград) là một thành phố ở Karakalpakstan, Uzbekistan. Đây là trung tâm hành chính của huyện cùng tên. Vào năm 2016, dân số thành phố là 37.100 người.

## Địa lý
Thành phố nằm trên châu thổ sông Amu Darya, trên độ cao 60 m (200 ft) so với mực nước biển.

## Người nổi tiếng
- Oyimxon Shomurotova, Nghệ sĩ Nhân dân Liên Xô (1968)[4]